# Obesotoma tenuilirata
Obesotoma tenuilirata är en snäckart som först beskrevs av Dall 1871.  Obesotoma tenuilirata ingår i släktet Obesotoma och familjen kägelsnäckor. Inga underarter finns listade i Catalogue of Life.